# Turzno (gromada)
Turzno – dawna gromada, czyli najmniejsza jednostka podziału terytorialnego Polskiej Rzeczypospolitej Ludowej w latach 1954–1972.
Gromady, z gromadzkimi radami narodowymi (GRN) jako organami władzy najniższego stopnia na wsi, funkcjonowały od reformy reorganizującej administrację wiejską przeprowadzonej jesienią 1954 do momentu ich zniesienia z dniem 1 stycznia 1973, tym samym wypierając organizację gminną w latach 1954–1972.
Gromadę Turzno z siedzibą GRN w Turznie utworzono – jako jedną z 8759 gromad na obszarze Polski – w powiecie toruńskim w woj. bydgoskim, na mocy uchwały nr 24/14 WRN w Bydgoszczy z dnia 5 października 1954. W skład jednostki weszły obszary dotychczasowych gromad Kamionki i Gostkowo, a także wieś Gronówko z dotychczasowej gromady Gronowo i miejscowość Turzno z dotychczasowej gromady Turzno ze zniesionej gminy Turzno w tymże powiecie. Dla gromady ustalono 23 członków gromadzkiej rady narodowej.
31 grudnia 1959 do gromady Turzno włączono obszar zniesionej gromady Brzezinko w tymże powiecie.
31 grudnia 1961 z gromady Turzno wyłączono wieś Młyniec, włączając ją do gromady Lubicz w tymże powiecie.
Gromada przetrwała do końca 1972 roku, czyli do kolejnej reformy gminnej.